# بورصة النفط الإيرانية
بورصة النفط الإيرانية (بالفارسية: بورس نفت ایران) (IOB)، بورصة النفط العالمية، بورصة بترول إيران، بورصة كيش، بورصة النفط في كيش المعروف أيضا باسم بورصة إيران للنفط الخام، هو تبادل للسلع الأساسية، الذي افتتح مرحلته الأولى في 17 فبراير 2008.
وقد تم تأسيسه من خلال التعاون بين الوزارات الإيرانية، وبورصة إيران التجارية وغيرها من المؤسسات الحكومية والخاصة في عام 2005. وقد تم نشر تاريخ بورصة إيران التجارية وروابطها مع «الطابق التجاري الدولي للنفط الخام والمنتجات البتروكيماوية في جزيرة كيش».
وتهدف هذه الشركة (IOB) إلى أن تكون بورصة نفطية للبترول والبتروكيماويات والغاز بعملات مختلفة غير الدولار الأمريكي، ولا سيما اليورو والريال الإيراني وسلة من العملات الرئيسية الأخرى (غير الأمريكية). ويقع الموقع الجغرافي في جزيرة كيش في الخليج العربي التي تعينها إيران كمنطقة تجارة حرة.
وخلال عام 2007، طلبت إيران من زبائنها النفطية أن يدفعوا بعملات غير الدولار الأمريكي. وبحلول 8 ديسمبر 2007، أفادت إيران بأنها حولت جميع مدفوعات صادراتها النفطية إلى العملات غير الدولار. وقد افتتحت بورصة كيش رسميا في احتفال بالفيديو في 17 فبراير 2008، على الرغم من الاضطرابات الأخيرة في خدمات الإنترنت إلى مناطق الخليج العربي. وفي الوقت الحاضر، لا تتداول بورصة كيش إلا في المنتجات المشتقة من النفط، وهي عادة ما تستخدم كمواد وسيطة للصناعات البلاستيكية والصناعات الدوائية. غير أن البيانات الرسمية الصادرة عن وزير النفط الإيراني السابق غلام حسين نوذري أشار إلى أن في المرحلة الثانية، سوف تستخدم هذه البورصة مباشرة للتجارة في النفط الخام وسوف تبدء فقط بعد أن أثبتت البورصة فترة معقولة من التشغيل خالية من المتاعب.